# پرندگان خشمگین استلا (مجموعه تلویزیونی)
پرندگان خشمگین استلا (به انگلیسی: Angry Birds Stella) یک سریال تلویزیونی پویانمایی رایانه‌ای فنلاندی است که بر اساس بازی پرندگان خشمگین استلا ساخته شده است. قسمت اول «یک چنگال در دوستی» از شبکهٔ تونز.تی‌وی پخش شد. این سریال داستان استلا را به همراه دوستانش یعنی لوکا، ویلو، پاپی و دیلیا (به معنای کوکب) بازگو می کند که در تلاش برای مهار گیل، دوست سابق استلا که الان ملکه خوک‌های مینیون در جزیره طلایی شده، هستند.

## رسانه خانگی
سرگرمی خانگی سونی پیکچرز توزیع کننده دی‌وی‌دی این مجموعه است.
- پرندگان خشمگین استلا: فصل ۱ کامل (۱ دسامبر ۲۰۱۵)[۱]
- پرندگان خشمگین استلا: فصل ۲ کامل (۱ مارس ۲۰۱۶)[۲]